# Chiesa di Santa Caterina da Siena a Coverciano
La chiesa di Santa Caterina da Siena a Coverciano è un luogo di culto cattolico che si trova in via del Mezzetta a Coverciano, un quartiere della periferia est di Firenze.

## Storia e descrizione
Dedicata alla santa domenicana patrona d'Italia, la nuova parrocchia per il popoloso quartiere alla periferia orientale della città fu costituita nel 1969; la chiesa venne disegnata dall'architetto Piero Liserani von Berger ed aperta al culto nel 1971.
Si tratta di una struttura prefabbricata in ferro-cemento ad una sola navata, abside semicircolare ed al centro un ampio transetto rettangolare. Nel 1981 sono state poste sulle pareti nove tavole a sanguigna di grandi dimensioni che illustrano la Storia della Salvezza da Abramo a Gesù del pittore Alfredo Cifariello. All'ingresso della chiesa un dipinto di G. Giannerini raffigura Santa Caterina, titolare della chiesa.